# Krzyż i półksiężyc
Krzyż i półksiężyc. Powieść dla młodzieży na tle ostatniej wojny bałkańskiej – powieść przygodowa dla młodzieży Władysława Umińskiego z 1913 roku. Jej akcja rozgrywa się na tle wydarzeń historycznych (I wojna bałkańska) z motywem fantastyczno-naukowym.
Powieść zilustrował 12 rysunkami Emil Lindeman.

## Historia wydań
Powieść wydano w 1913 roku w wydawnictwie Gebethner i Wolff i wznowiono w 1924.

## Fabuła
Tłem powieści jest I wojna bałkańska z 1912 roku, a jej bohaterami są Polacy (m.in. piloci pułkownik Zadorski i kapitan Zabiełła, a także Polki-lekarki) z zaboru austriackiego, członkowie Ochotniczego Oddziału Wywiadowców Napowietrznych („tajnej organizacji wspomagających Słowian walczących na Bałkanach”) wspierającego chrześcijańską Ligę Bałkańską (tytułowy „krzyż”) przeciw muzułmańskiej Turcji (tytułowy „półksiężyc”). W tle rozgrywa się też „afera szpiegowska”.
Recenzent z 1913 streścił fabułę następująco: „Mamy tu oddział ochotniczy floty napowietrznej, który wyrusza z Paryża z pułkownikiem Zadorskim i kapitanem Zabiełłą na czele, aby pełnić służbę wywiadowczą w armii związkowej. Cudowne, nieistniejące jeszcze samoloty, ofiarność Polaków i Polek, obrazy bohaterskiej, ale okrutnej wojny – oto treść tej barwnej opowieści”.

## Analiza
Motywem powieści jest udział Polaków w walkach narodowowyzwoleńczych poza granicami kraju.
Motyw fantastycznonaukowy w postaci „baterii latających” pozwala zaliczyć pozycję do podgatunku fantastyki militarnej i czyni tę powieść jednym z pierwszych, jeśli nie pierwszym, przykładem tego gatunku w polskiej literaturze.

## Odbiór
W 1913 roku powieść zrecenzowano w „Tygodniku Ilustrowanym”. Recenzent chwalił książkę pisząc, że „obok czynów bohaterskich przed oczyma czytelników roztacza się ponury obraz wojny, rozspasanie instynktów, wywołanych chęcią odwetu za krzywdy wiekowe. Znakomicie uwydatniona idea walki wyzwoleńczej Słowian bałkańskich stanowi niepoślednią zaletę pedagogiczną ciekawej książki Umińskiego”. Recenzent pozytywnie ocenił też ilustracje Lindemana jako „efektywne”.
W tym samym roku książkę zrecenzowano też w „Nowej Gazecie”. Recenzent uznał powieść za „barwną”, ale „pomysł ogólny [za] mniej szczęśliwy”, pisząc, że „Obrazy strasznych wojen bałkańskich... nieprędko jeszcze stanowić będą temat dla gwiazdkowej opowieści dziecka polskiego. To jeszcze zanadto dzisiejsza historyja”.
W 1914 w „Przeglądzie Powszechnym” powieść zrecenzowano krótko, ale pozytywnie: „Bardzo dobra powiastka dla młodzieży od 12–15 lat”.
W 1973 roku Krystyna Kuliczkowska skrytykowała tę powieść, pisząc, że nie dorównuje ona poprzednim utworom Umińskiego o podobnej tematyce; „główny wątek gubi się w sensacyjnej aferze szpiegowskiej... całość jest niejednolita w koncepcji i... nieprawdopodobna”. Skrytykowała też mieszanie autentycznego, realistycznego tła powieści z motywem fantastyczno-naukowym, opisanym jako „nowy typ samolotu wykorzystany na użytek baterii latających”.